# Gheorghe Jienescu
Gheorghe I. Jienescu (n. 16 septembrie 1894, com. Rast, județul Dolj, Regatul României – d. 3 aprilie 1971, București, Republica Socialistă România) a fost un general român.

## Biografie
Începe cursurile școlare în satul natal, sub îndrumarea învățătorului Bălăcescu, având rezultate bune. După terminarea școlii primare va urma cursurile Școlii Normale din Craiova (azi Colegiul Național „Ștefan Velovan”), unde va absolvi în anul 1914. A absolvit Școala Militară de Ofițeri în 1915.
Se întoarce în satul natal unde se va dedica carierei de învățător însă, odată cu intrarea României în război, Gheorghe Jienescu a fost mobilizat la Regimentul 31 infanterie Calafat în compania condusă de plutonierul Nicolae Ciupitu. Pe câmpul de luptă al Ardealului, tânărul sublocotenent a dovedit curaj și destoinicie. Soarta schimbătoare a războiului îl duce pe Jienescu în vara lui 1917 în zona bătăliilor de Mărăști și Mărășești. Făcea parte din Divizia a II-a Infanterie. Pentru meritele sale, Jienescu este decorat cu Coroana și Steaua României cu spade.
După încheierea armistițiului, un lot de tineri ofițeri din care făcea parte și Jienescu va fi trimis în Franța pentru a urma pilotajul, în vederea completării nevoilor de încadrare ale aviației. După doi ani petrecuți pe băncile Școlii speciale de aviație va obține cu succes brevetul de pilot.
Revine apoi în țară, unde este avansat la gradul de locotenent și este numit instructor la Școala de la Tecuci. Mai târziu devine șef de pilotaj. În aceste funcții Jienescu a format un număr mare de piloți, care au devenit ulterior cadrele necesare unităților de aviație. În istoria aviației românești urmează o perioadă lungă de reorganizare. Lui Jienescu i se încredințează un grup de avioane de vânătoare. Mai târziu această unitate va deveni „flotila de avioane de vânătoare” având la conducerea ei pe locotenent-colonel Gheorghe Jienescu. A fost înaintat la gradul de comandor aviator la 16 octombrie 1937.
Calitățile sale excepționale au determinat promovarea lui la conducerea aviației românești cu toate că avea doar gradul de colonel, mai târziu fiind avansat la gradul de general.
După învestirea generalului Antonescu cu prerogativele de Conducător al Statului Român, comandorul aviator Gh. Jienescu a fost numit la 7 septembrie 1940 în funcția de subsecretar de stat la Ministerul Aerului și Marinei și reconfirmat la 14 septembrie 1940 ca subsecretar de stat pe lângă Departamentul Apărării Naționale, pentru Aer și Marină, în noul guvern național-legionar al României. Între 1940-1941 a fost subsecretar de stat la Ministerul Apărării Naționale pentru Aer și Marină, și din nou ministru în guvernul mareșalului Ion Antonescu(1941-1944). A fost înaintat la gradul de general de escadră la 10 mai 1941.
A fost decorat pe 14 noiembrie 1941 cu Ordinul „Mihai Viteazul”, cl. III-a „pentru felul cum a organizat, condus și însuflețit aviația țării, făcând-o prin pilda sa să înscrie în istoria războiului nostru o pagină de glorie”.
Generalul comandant aviator Gheorghe Jienescu a fost trecut din oficiu în poziția de retragere, alături de mareșalul Antonescu și de alți comandanți militari cu rang înalt ai regimului antonescian, care au fost acuzați că „prin activitatea lor în funcțiunile sau comenzile ce au avut, au sprijinit conducerea politico-militară a Mareșalului Antonescu Ioan, contribuind astfel la dezastrul Armatei”, prin decretul nr. 312 din 6 februarie 1945.
Schimbarea regimului politic atrage după sine condamnarea lui Jienescu, în procesul grupului de 17 miniștri ai guvernelor Antonescu (Ședința din 6 februarie 1948), la 20 de ani temniță grea cu degradarea civică, fiind închis la Sighet și în alte închisori. După unele surse se pare că ar fi murit în închisoarea de Râmnicu Sărat, după altele se pare că ar fi fost eliberat după 19 ani de temniță și că ar mai fi trăit încă doi ani.

## Raidul București – Cape Town – București
De la crearea aviației, pe al cărei act de naștere figurează la loc de cinste numele mai multor români, zburătorii noștri s-au avântat cu îndrăzneală, pasiune și abnegație să cucerească înălțimile și depărtările, iar la nevoie au apărat cu prețul vieții lor spațiul aerian al țării.
Printre acestea se numără și raidurile aeriene executate în anii 1933 și 1935, cu câte o formație de trei avioane românești, pe distanța București – Malakal(Sudan) – București și București – Capetown – București.
Anvergura și complexitatea ambelor raiduri și în special ale celui de-al doilea sunt evidente, iar dificultățile legate de străbaterea acum 70 de ani, cu trei avioane de școală, a continentului african, prezentând atâtea particularități de climă, relief, condiții meteorologice, reies de la sine.
Jienescu nu era străin față de asemenea raiduri. În anul 1929 ocupase locul I la un concurs al Micii Antante și Poloniei. România a participat cu avioane monoloc de vânătoare pilotate de maiorul Gh. Jienescu, locotenenții Constantin Tănăsescu Eugen Pârvulesu și Gogu Ștefănescu. Itinerariul stabilit pentru concurs a fost București – Iași – Varșovia – Praga  – Belgrad – București. Din cele 24 de avioane ale celor patru țări participante la concurs, au termint concursul aterizând la București numai zece, din care patru erau românești. Trebuie precizat că timpul a fost extrem de nefavorabil.
Ambele raiduri, atât cel din 1933, cât și cel din 1935 au fost foarte dificile, continentul african prezentând în această privință condiții specifice. În legătură cu aceasta trebuie arătat că echipajele au făcut față tuturor situațiilor, s-au dovedit la înălțimea misiunii și au reușit sa o ducă la îndeplinire, fără pierderi sau accidente, ceea ce reprezintă elementul calitativ al performanței, iar faptul că „nu s-a întâmplat nimic”, constituie marele merit al celor care au organizat și executat raidurile.
Aceștia au fost, în primul rând trei ofițeri aviatori: Mihail Pantazi, George Davidescu, și Alexandru Cernescu. Ei au constituit factorul comun al celor două raiduri, inițiindu-le, organizându-le și luând parte le ambele. Împreună cu ceilalți participanți, Max Manolescu, Petre Ivanovici și Dumitru Ploieșteanu (la raidul din 1933) și Gheorghe Olteanu, Gheorhe Jienescu și Anton Stengher(la cel din 1935), ei au format un colectiv sudat de zburători și tehnicieni de înaltă clasă.
Au existat raiduri asemănătoare cu cel București – Capetown, organizate de francezi și englezi, însă acestea s-au realizat cu avioane performante, de o categorie superioară, unele cu două sau trei motoare, de tipuri cu denumiri sonore ca Fokker, De Havilland etc. Cu atât mai mult ies în evidență calitățile avioanelor care au zburat de la București, avioane de construcție românească, care erau avioane de școală, faza I, cu care s-a acoperit o distanță de 24 000 de kilometri, fără intenția de a se doborî vreun record.
Din motive de ordin tehnic prima încercare de a ajunge la Capetown în anul 1933 nu s-a încheiat cu rezultatul scontat. Deși traseul nu a fost acoperit decât parțial cele trei avioane românești au parcurs o distanță apreciabilă, circa 10 500 de kilometri.
Pregătirile pentru noul raid desfășurat în lunile aprilie-mai 1935 au început încă din 1934. În legătură cu scopul raidului se menționa: „Beneficiind de experiența trecută, reluarea raidului în Africa va fi o manifestare a pregătirii și antrenamentului piloților militari(…) Executarea unui asemenea raid ar fi de un imens profit din punct de vedere al instrucției profesionale, dată fiind varietatea teritoriilor și condițiilor meteorologice în care se va desfășura.”
Fondurile necesare au fost asigurate în cea mai mare parte de Primăria București, care s-a simțit obligată să patroneze un raid de o asemenea anvergură, în cadrul căruia orașul București figura atât ca punct de plecare cât și ca punct de sosire. Subsecretarul de stat al Aerului a asigurat ceea ce era mai important și anume avioanele, motoarele, piesele de schimb etc.
În ceea ce privește materialul volant din cele două tipuri de avioane propuse de organizatorii raidului (Fleet F-10 și I.C.A.R. – Universal7) și S.E.T. 7 K pentru care optase Comandamentul Forțelor Aeriene, subsecretarul de stat al Aerului a aprobat pe cel de-al doilea, I.C.A.R. – Universal.
După punerea la punct a avioanelor s-a executat un raid de probă, în formație, fără escală, pe traiectul București – Balcic – Galați – Iași – Târgoviște – București. Prin acest raid cu o durată de circa șapte ore, s-a urmărit verificarea performanțelor avioanelor, în special a vitezei medii de croazieră la altitudinea de 2000 de metri și a consumului corespunzător de benzină. Viteza medie de zbor nu a scăzut sub 160 de km/oră.
Echipajele au constituite astfel încât la bordul fiecărui avion să fie unul dintre participanții la primul raid unul nou venit în echipă astfel: avionul YR-ACK locotenent - comandorul George Davidescu și căpitan - comandorul Gheorghe Jienescu; avionul YR-ACL locotenent – comandorul Alexandru Cernescu și căpitanul Gheorghe Olteanu; avionul YR-ACM locotenent – comandorul Mihail Pantazi și maestrul mecanic Anton Stengher.
Iată cum s-a desfășurat cronologic acest raid:
- 14 aprilie:	 București  - Istanbul – Eskișehir – Adana
- 15 aprilie:	 Adana -  Alep -  Cairo
- 16 aprilie: 	Cairo – Assuan
- 17 aprilie: 	Assuan – Wadi Haifa – Khartoon
- 18 aprilie: 	Khartoon – Malakal – Juba
- 19 aprilie:	Juba – Kisumu – Nairobi
- 20 aprilie: 	Nairobi – Dodoma – Mbeya
- 21 aprilie:	Mbeya – Broken Hill – Salisbury
- 22 aprilie: 	Salisbury
- 23 aprilie:	Salisbury – Bulawyo – Pietersburg
- 24 aprilie:	Pietersburg – Johannesburg – Kimberley
- 25 aprilie:	Kimberley – Victoria West – Capetown
- 26-29 aprilie:	Capetown
- 30 aprilie:	Capetown - Victoria West -  Kimberley
- 1 mai:		Kimberley – Johannesburg
- 2 mai:		Johannesburg – Pietersburg
- 3 mai:		Johannesburg
- 4 mai:		Pietersburg – Salisbury
- 5 mai:      	Salisbury – Broken Hill –Mpika
- 6 mai:		Mpika –Mbeya – Dodoma
- 7 mai:		Dodoma – Nairobi
- 8-12 mai:	Nairobi
- 13 mai: 		Nairobi – Kisumu
- 14 mai:		Kisumu – Juba
- 15 mai: 		Juba – Malakal – Kosti
- 16 mai:		Kosti – Khartoon
- 17 mai:		Khartoon – Wadi Haifa
- 18 mai: 		Wadi Haifa – Cairo
- 19-21 mai:	Cairo
- 22 mai:		Cairo – Alep – Adana
- 23 mai: 		Adana
- 24 mai:		Adana – Eskișehir
- 25 mai: 		Eskișehir – București

Reîntoarcerea în țară s-a făcut pe aerodromul Băneasa unde sunt întâmpinați de o mulțime de oameni. Eroii sunt întâmpinați de înalte personalități ale vremii: miniștrii Apărării și al Aerului, președintele Federației Aeronautice Internaționale, primarul capitalei, comandantul aviației militare etc. Pentru aceste fapte echipajul care a realizat raidul București – Capetown va fi decorat cu ordinul „Virtutea Aeronautică”. 	
Iată cum se încheie o frumoasă aventură la care participă și Gheorghe Jienescu, ale cărui calități extraordinare l-au recomandat pentru acest raid. 
„Măiestrie în ale zborului, curaj și avânt în văzduh; seriozitate și viață ordonată la pământ”, sunt în rezumat, calificativele cu care pe atunci, superiorii îl defineau pe tânărul ofițer aviator.

## In memoriam
Consătenii săi nu l-au uitat și în semn de prețuire pentru activitatea depusă de către Gheorghe Jienescu, Școala din Comuna Rast îi poartă numele.

## Decorații
- Ordinul „Coroana României” în gradul de Mare Cruce (7 noiembrie 1941)[8]
- Ordinul Militar „Mihai Viteazul”, cl. III-a (14 noiembrie 1941)[5]